# Schäftlarn
Schäftlarn är en kommun i Landkreis München i Regierungsbezirk Oberbayern i förbundslandet Bayern i Tyskland.